# Cirey-lès-Mareilles
Cirey-lès-Mareilles là một xã thuộc tỉnh Haute-Marne trong vùng Grand Est đông bắc nước Pháp. Xã này nằm ở khu vực có độ cao trung bình 351 mét trên mực nước biển.